# Gameforge
Gameforge es un proveedor de juegos en línea. Representa a un grupo de empresas que opera a nivel internacional y tiene su sede en Karlsruhe, Alemania. Distribuye aproximadamente 20 juegos.
Su portafolio contiene juegos en línea multijugador masivos basados en el cliente (MMOG s) como Wizard101, Metin2, Runes of Magic, TERA y S.K.I.L.L. Special Force 2, así como juegos en línea basados en navegador como OGame, BiteFight o Ikariam. También operan juegos móviles. Gameforge cuenta con una plantilla de 500 empleados y fue fundada por su Director Ejecutivo, Alexander Rösner, y el ex CEO Klaas Kersting en 2003.

## Modelo de Negocio
Gameforge fue una de las primeras empresas europeas en ofrecer sus juegos utilizando el modelo de negocio free-to-play. El acceso al juego y los clientes son en su mayoría gratuitos. Los productos son financiados por sistemas de tiendas donde los jugadores pueden comprar funciones de confort y servicio, tales como monturas, o equipos y personalizaciones por dinero. Gameforge fue una de las primeras empresas occidentales en adaptarse a este invariablemente importante modelo de negocios que tiene sus orígenes en Asia.

## Historia
La compañía fue fundada en diciembre de 2003 con el nombre de Gameforge GmbH en Karlsruhe por Alexander Rösner y Klaas Kersting. Uno de los primeros títulos de la compañía fue OGame, que Alexander Rösner había desarrollado antes de la fundación de la compañía por sí mismo. En septiembre de 2006, la estructura legal de la compañía se convirtió en una compañía incorporada que tomó el nombre de Gameforge AG. Funciona como una tenencia de la compañía afiliada Gameforge 4D GmbH. Gameforge actualmente opera y comercializa doce juegos en línea basados en clientes, nueve juegos de navegador y cinco juegos móviles.

### 2003 a 2010
Los años de 2006 a 2010 se caracterizaron por un fuerte crecimiento en el número de jugadores y empleados. En 2007, la compañía tenía unos 100 empleados; el número aumentó a 200 a finales de 2008, a 360 a finales de 2009 y, finalmente, a 450 en 2010 (650 incluidos los de Frogster Interactive Pictures AG). En noviembre de 2011, la compañía anunció una realineación de las estructuras internas. Tras la integración de Gameforge y las unidades operativas de Frogster, "Juegos de clientes" y "Juegos web" se reemplazaron con las secciones "Desarrollo" y "Publicación".
En 2007, Gameforge fundó su primera sucursal en el extranjero, Gameforge SARL, establecida en París. Después de comprar el estudio de desarrollo francés Nevrax, la filial se encargó de comercializar el juego "La saga de Ryzom". Fue solo un éxito moderado, lo que llevó a la venta de Ryzom en 2009. Gameforge era propietaria de otras oficinas en el extranjero, incluida Gameforge Holding Malta Ltd. con sede en Pietà. En noviembre de 2007, Gameforge incursionó en el mercado estadounidense como la primera compañía alemana de juegos en línea y fundó Gameforge Productions Inc. con sede en San Francisco. Lars Koschin se hizo cargo de la gestión de sucursales en el extranjero.
El 23 de abril de 2008, Gameforge anunció el establecimiento de cuatro estudios de desarrollo. "Ticking Bomb Games", con sede en Hamburgo, debía desarrollar varios juegos para PC y luego comercializarlos en Gameforge. Los directores ejecutivos fueron Tobias Severin y Marco Schultz; quienes ya tenían muchos años de experiencia en el campo del desarrollo de juegos. Ralf C. Adam fue presentado como consultor, lo que les permite aprovechar su experiencia profesional de 16 años. Su primer juego, Gilde1400, un juego de navegador basado en el juego para PC “The Guild”, se lanzó a fines de octubre.

### De 2010 en adelante
El 19 de marzo de 2010, Klaas Kersting, ex CEO de Gameforge AG, anunció su salida de la compañía.
En la segunda mitad de 2012, Gameforge se aventuró en el mercado de juegos para móviles. Esto empezó con cinco juegos "de primera generación". Esos juegos fueron de descarga gratuita, autofinanciados por medio de una tienda integrada y un sistema de micropagos. A principios de 2013, Crystal Runner: The Forgotten Caves, un juego para móviles más complejo, "de segunda generación", fue publicado. Los jugadores debían pagar una tarifa para instalarlo. En 2013, los juegos para móviles ya estaban contribuyendo varios millones de euros en ganancias.
Special Force II se convirtió en el primer juego de disparos licenciado por la compañía. En mayo de 2012, Gameforge lanzó TERA, que comenzó como un título con costo mensuales para jugar, y luego fue convertido al modelo gratuito usual en febrero de 2013. Hasta ese punto, todos los juegos que la compañía ofrecía (con la excepción de un solo juego para móviles), eran gratuitos y financiados a través de micro transacciones.
En enero de 2022, Gameforge anunció su primera colaboración con un desarrollador indie, el estudio ruso Sernur.Tech, para lanzar Trigon: Space Story, un videojuego roguelike para un jugador. Seis meses después, Gameforge anunció otro juego roguelite de un jugador y colaboración con un estudio indie, Whiteboard Games, para lanzar el juego de disparos de doble palanca I See Red.

## Juegos actuales
| Juego                    | Universo temático         | Avatar del jugador                                                                             |
| ------------------------ | ------------------------- | ---------------------------------------------------------------------------------------------- |
| 4Story                   | Fantasía                  | Felino, Humano, Hada                                                                           |
| BattleKnight             | Medieval                  | -                                                                                              |
| BiteFight                | Fantasía                  | Un vapiro o un hombre lobo                                                                     |
| Elsword                  | Fantasía                  | Personajes definidos                                                                           |
| Gladiatus                | Antigüedad clásica        | Un gladiador                                                                                   |
| Ikariam                  | Antigüedad clásica        | Un emperador                                                                                   |
| KingsAge                 | Medieval                  | Un rey                                                                                         |
| Metin2                   | Fantasía                  | Guerrero, Ninja, Chamán, Sura y Licántropo                                                     |
| NosTale                  | Fantasía MMORPG           | Aventurero, Espadachín, Arquero, Mago o Luchador con diferentes facultades                     |
| OGame                    | Futurista, Ópera espacial | Emperador galáctico                                                                            |
| Runes of Magic           | Fantasía                  | Enano, elfo o humano                                                                           |
| SOLO                     | Fantasía                  | Guerrero, Maga Zorro, Mago Espadachín, Segador, Invocador, Bardo, Berserker, Maestro de Lanzas |
| Wizard 101               | Magia                     | Hechiceros (fuego, hielo, tempestad, armonía, vida, mito o muerte)                             |
| Soulworker Anime Legends | Acción MMORPG             | Humanos                                                                                        |
| Trigon: Space Story      | Ciencia ficción           | Capitán de una nave espacial                                                                   |
| I See Red                | Ciencia ficción, noir     | Foragido humano                                                                                |